# Pellenes minimus
Pellenes minimus là một loài nhện trong họ Salticidae.
Loài này thuộc chi Pellenes. Pellenes minimus được Lodovico di Caporiacco miêu tả năm 1933.